# 梅德韋季察河 (頓河支流)

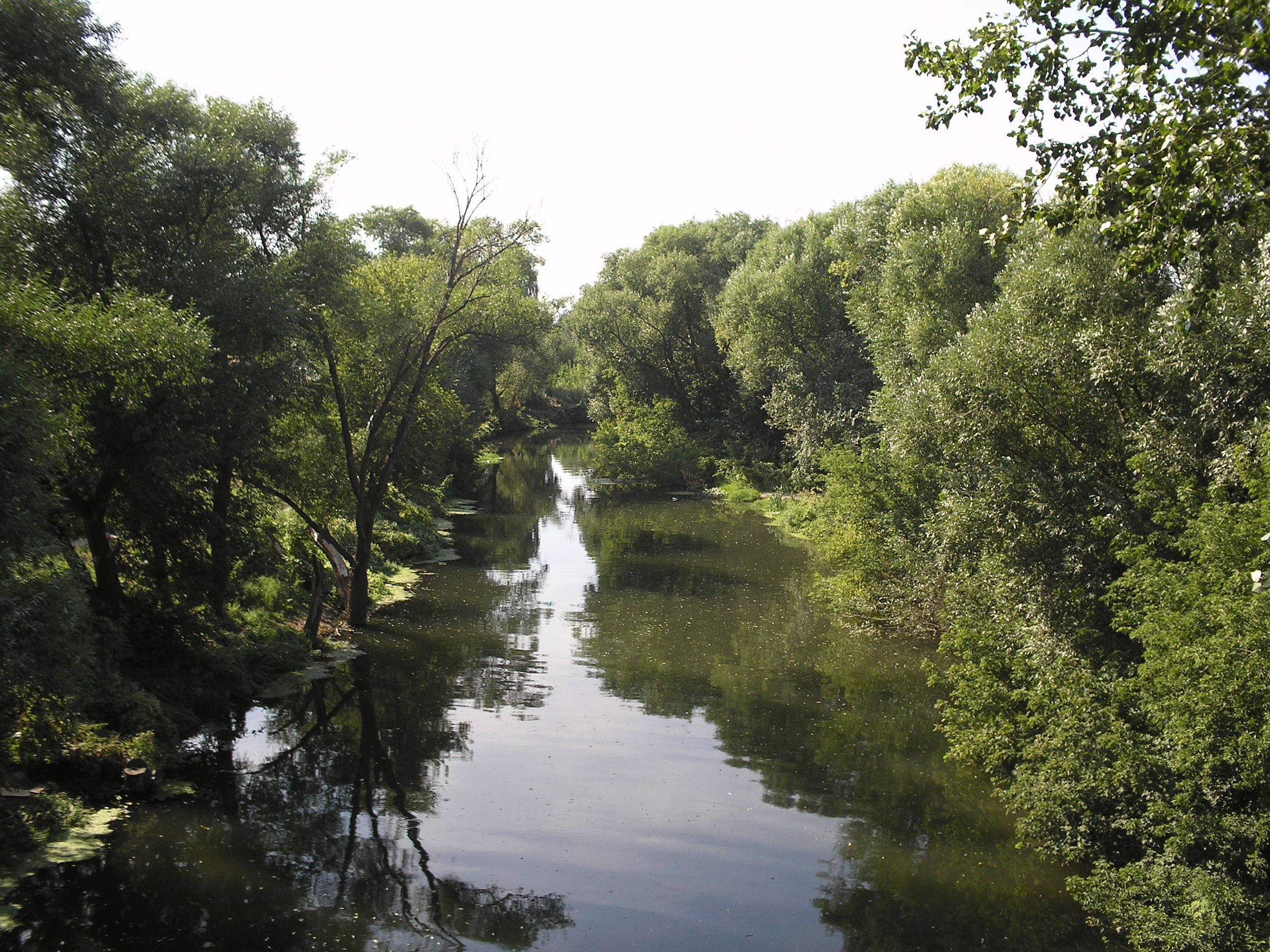
梅德韋季察河

梅德韋季察河是俄羅斯的河流，位於伏爾加格勒州和薩拉托夫州，屬於頓河的左支流，發源自伏爾加高地，河道全長745公里，流域面積34,700平方公里，河畔城鎮有彼得羅夫斯克、阿爾卡達克、日爾諾夫斯克和米哈伊洛夫卡。